# George Stewart Henry
Pour les articles homonymes, voir George Stewart et Stewart.
George Stewart Henry (né le 16 juillet 1871 et décédé le 2 septembre 1958) était un fermier, homme d'affaires et homme politique canadien en Ontario. Il est d'abord élu à l'Assemblée législative de l'Ontario en 1913 sous la bannière du Parti conservateur. En 1930, en pleine Grande Dépression, il devient premier ministre de l'Ontario. Il appartenait à la franc-maçonnerie .

## Biographie
Il est né à King dans le comté de York en Ontario. Il fréquenta Upper Canada College et l'Université de Toronto. À partir de cette dernière il a reçu son baccalauréat et son LL.B. Ensuite il passa une année au collège d'agriculture de l'Ontario à Guelph, et décida de devenir fermier près de Toronto à East York. Dans cette ville, il fut membre du conseil municipal de 1903 jusqu'à 1910.
Henry a été élu à l'Assemblée Législative de l'Ontario en 1913 comme conservateur dans la circonscription de York East. En 1918 il a été nommé Ministre d'agriculture. Deux ans plus tard il se présentait au tout premier congrès à la direction du parti, mais il a perdu face à Howard Ferguson. Celui-ci a mené son parti à la victoire lors de l'élection générale la même année. De 1923 à 1930, Henry faisait partie du gouvernement Ferguson en tant que Ministre des autoroutes. Durant son mandat, il a élargi le système d'autoroutes qui a été lancé par le gouvernement précédent de Ernest C. Drury.
Ferguson a démissionné à peine un an après le déclenchement de la grande dépression. Henry lui a succédé en tant que chef. Alors premier ministre, il a continué le programme de la construction des routes, étendant le système autoroutier de la province de 670 kilomètre à 3 888 kilomètre. La principale réalisation de son programme est l'autoroute Queen Elizabeth, reliant Toronto à Niagara Falls et à Fort Érié, en Ontario, qui est la première autoroute à quatre voies et à accès limité du Canada.
Pendant la grande dépression il était opposé à l'intervention gouvernementale dans l'économie. À part son programme sur la construction de routes, son gouvernement n'a pas beaucoup aidé la population pendant la dépression, dont la souffrance était le résultat du chômage dans les grandes villes et l'effondrement de produits fermiers. Suivant l'exemple du gouvernement fédéral de R. B. Bennett, le gouvernement Henry a établi des camps de travail pour les chômeurs, mais dans le seul but de maintenir l'ordre dans la société, c'est-à-dire d'éloigner cet élément radical qui peut devenir incontrôlable des grandes villes. Les camps de travail fournissaient également une source de travail pour la construction du système autoroutier du gouvernement Henry.
À l'élection de 1934, Henry a demandé à ses électeurs de lui confier un nouveau mandat dans sa première élection comme premier ministre. Certains ont estimé que le gouvernement offrait peu à part la construction de routes. Les Tories subit une cinglante défaite par le Parti Libéral de l'Ontario sous Mitchell Hepburn.
Par la suite, Henry devint chef de l'opposition. Il a pris sa retraite en qualité de chef des conservateurs en 1938.